# Linda (cráter)

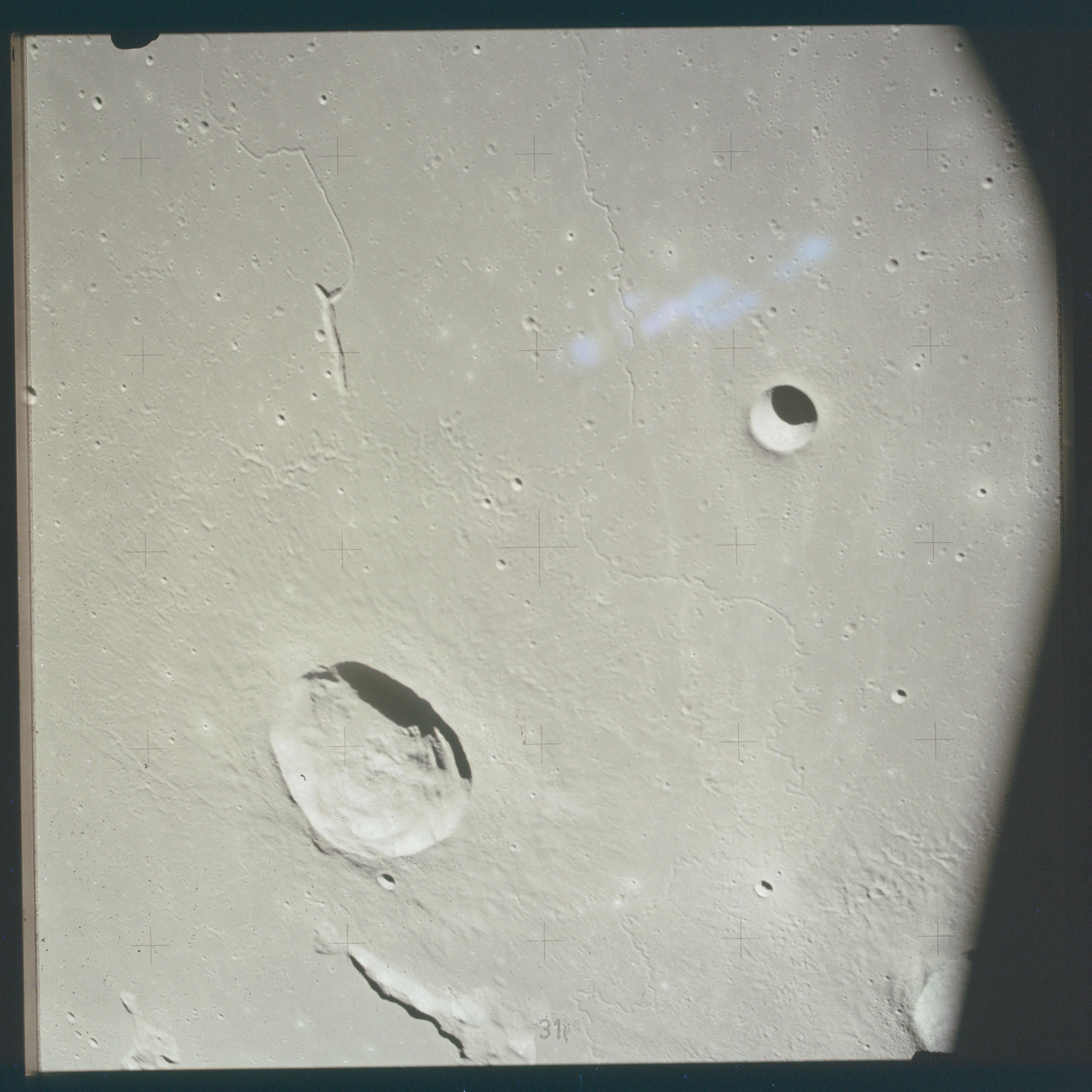
Linda (vista oblicua del entorno de Delisle)

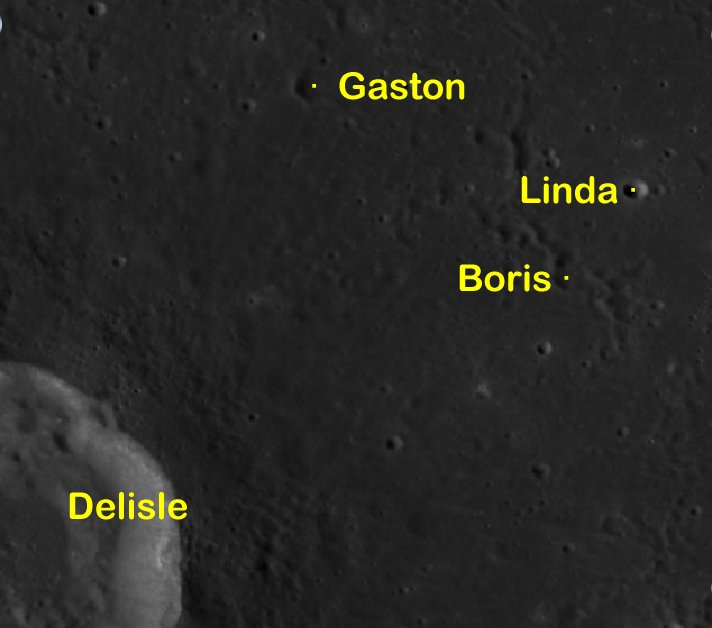
Cráteres vecinos (imagen LRO)

Linda es un pequeño cráter de impacto perteneciente a la cara visible de la Luna. Se encuentra en el Mare Imbrium, al noreste del cráter Delisle. Otros dos pequeños cráteres se sitúan en sus inmediaciones: Boris, el más cercano, al suroeste, y Gaston, al oesnoroeste.
|  |

El origen del nombre se remonta a una denominación original no oficial incluida en la página 39B2/S2 de la serie de mapas Lunar Topophotomap de la NASA, adoptada por la UAI en 1976.